# Io/Un po' di più
Io/Un po' di più è il 17º 45 giri di Patty Pravo, pubblicato nel 1972 dall'etichetta discografica Philips.

## Accoglienza
Il singolo non ebbe successo. Fu l'ultimo, pubblicato dall'etichetta discografica Philips. Successivamente, la cantante tornò al pop e alla casa discografica RCA.

## Brani

### Io
Venne scritto da Giancarlo Bigazzi e Claudio Cavallaro. Con questo brano, Patty Pravo, partecipò al concorso radiofonico Un disco per l'estate. L'artista registrò il brano in lingue diverse tra le quali lo spagnolo, edito col titolo Yo. Il brano fu incluso nell'album Sì... Incoerenza.

### Un po' di più
Venne scritto da Sergio Bardotti e Shel Shapiro. Il brano fu incluso nell'album Sì... Incoerenza.
Le cantanti Mina, Anna Vissi e Mersia negli anni a venire ne incisero delle reinterpretazioni, con titolo uguale. Mina inserì la reinterpretazione nel suo album Attila riproponendola con un nuovo arrangiamento; Mersia la incise in italiano e Anna Vissi in greco.

## Tracce
Lato A
1. Io - 3:35

Lato B
1. Un po' di più - 3:55